# La Marsigliese (film 1913)
La Marsigliese (La Marseillaise) è un cortometraggio muto del 1913 diretto da Émile Chautard.

## Produzione
Il film fu prodotto in Francia nel 1913.